# Oblężenie Wiednia (1529)

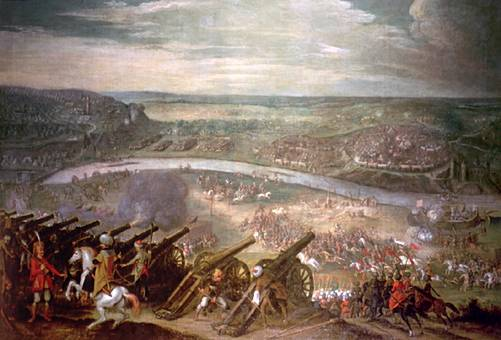
Pieter Snayers, Oblężenie Wiednia przez wojska Sulejmana

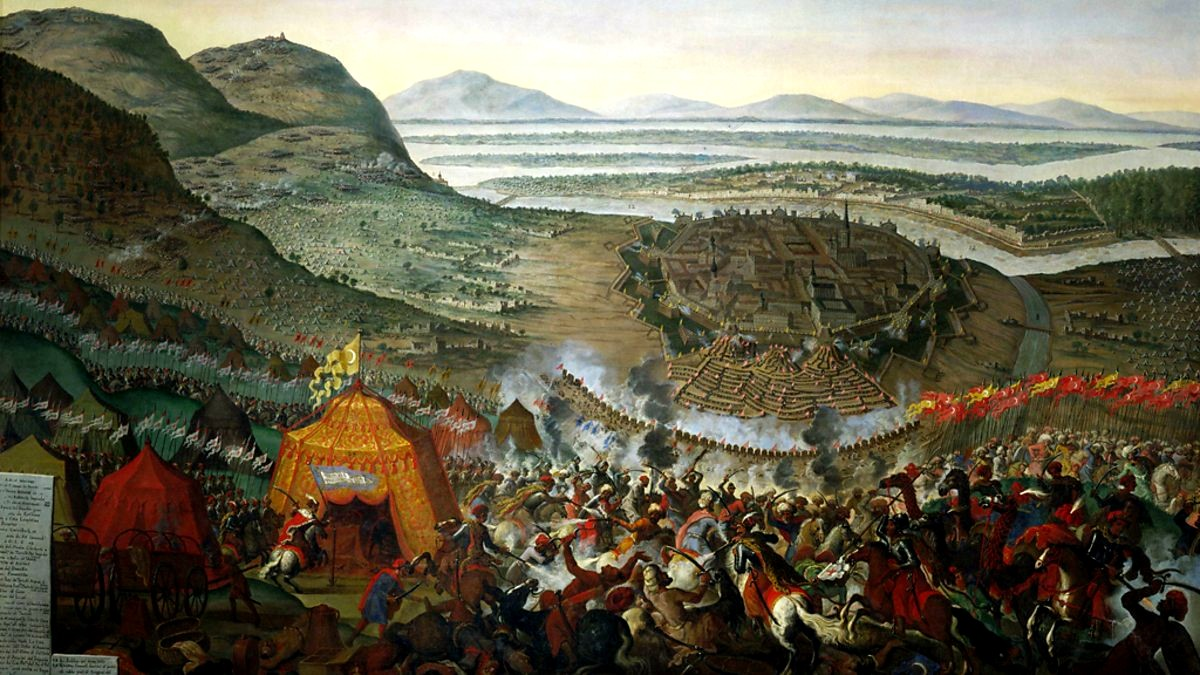
Oblężenie Wiednia w roku 1529 na obrazie anonimowego malarza

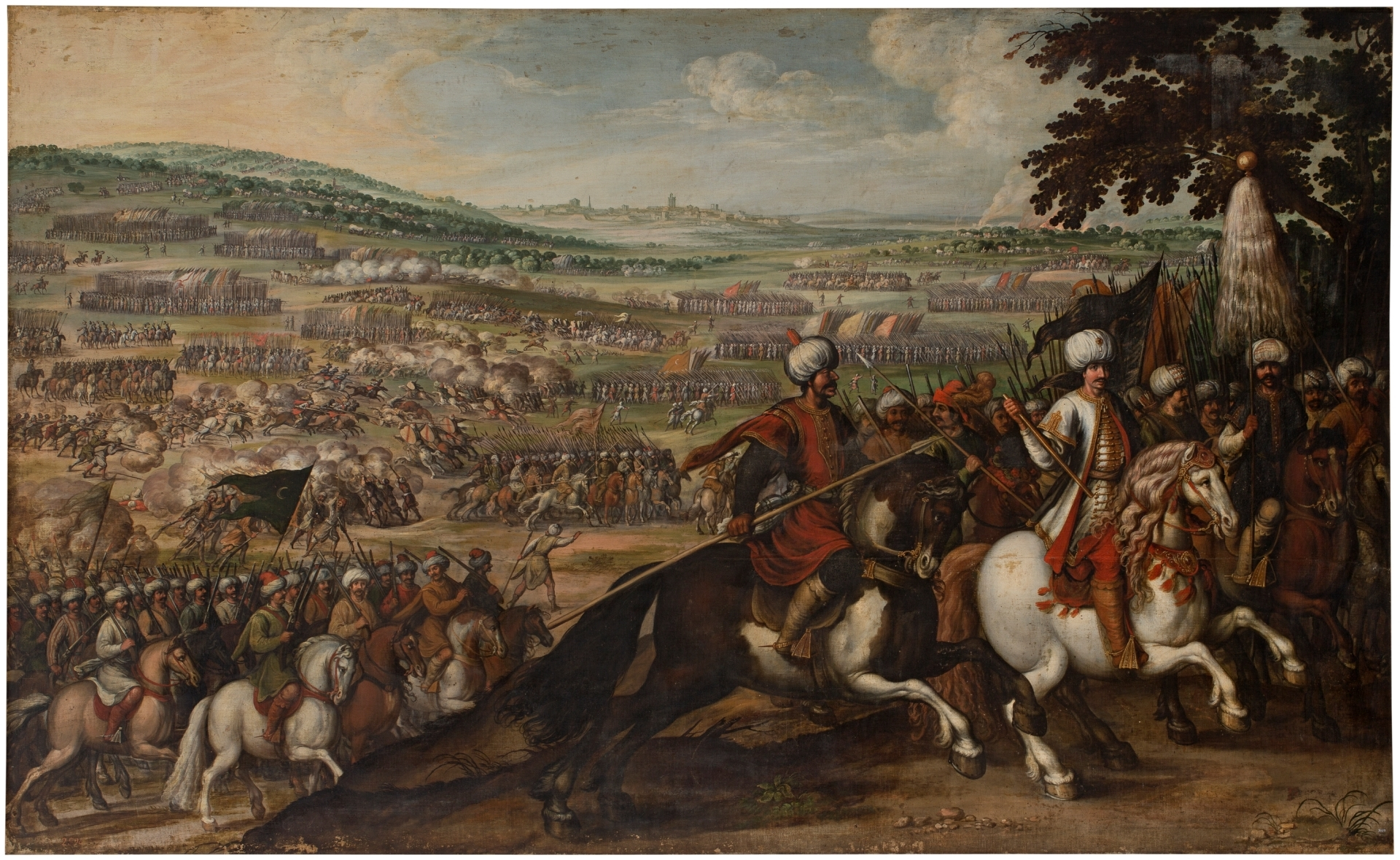
Juan de la Corte, Turcy zwijają oblężenie Wiednia

Oblężenie Wiednia – trwające od 27 września do 14 października 1529 roku oblężenie Wiednia przez armię Turków osmańskich podczas wojny austriacko-tureckiej, zakończone odstąpieniem Turków od miasta.

## Wprowadzenie
Wiedeń był oblegany przez Turków tylko cztery razy. W roku 1354 Osmanowie zajęli Gallipoli. Do końca XV wieku w ich rękach znajdowała się większa część południowo-wschodniej Europy. Kolejnym celem było Bizancjum, po zdobyciu którego Turcy podporządkowali sobie większą część Grecji, a w konsekwencji Macedonię, Bułgarię, Serbię oraz Hercegowinę. Na początku XVI wieku Turcy kontynuowali podboje rozciągając swoje panowanie na ziemie arabskie i perskie.
Za panowania sułtana Sulejmana Wspaniałego celem Turków od roku 1520 stały się Węgry. W roku 1521 Osmanowie zdobyli Belgrad, należący wówczas do Węgier. Pięć lat później w roku 1526 doszło do decydującego starcia Turków z Węgrami pod Mohaczem. Król węgierski Ludwik II Jagiellończyk poniósł śmierć podczas bitwy, co spowodowało objęcie władzy przez arcyksięcia Ferdynanda Austriackiego jako regenta Czech i Węgier. Objęcie władzy przez Ferdynanda było wynikiem zawartego w roku 1515 traktatu sukcesyjnego Habsburgów z Węgrami. Część szlachty węgierskiej stanęła w opozycji, wybierając na króla swojego kandydata Jana Zapolyę, księcia Siedmiogrodu, który oddał się pod opiekę Osmanom. W tej sytuacji doszło do wybuchu konfliktu pomiędzy Ferdynandem I a Zapolyą, co wykorzystał sułtan turecki, organizując kampanię na rdzenne tereny Habsburgów. W tym czasie wojska Habsburgów zaangażowane były we Włoszech, walcząc z Francuzami w trakcie wojny włoskiej. Sytuacja ta była wymarzoną okazją dla Sulejmana na zaatakowanie Habsburgów.

## Oblężenie

### Początek oblężenia
Sulejman zmobilizował olbrzymie siły, które wyruszyły z Konstantynopola dnia 10 kwietnia 1529 roku, kierując się na Wiedeń. Po drodze dołączały się do nich liczne garnizony tureckie i węgierskie. Marsz przez Węgry przebiegał niezwykle powolnie, co spowodowane było brakiem jakiejkolwiek sieci dróg i licznymi deszczami, które zamieniały ziemię w błoto. Po pięciu miesiącach od chwili wyruszenia, pierwsze oddziały Osmanów (20 tysięcy jazdy tureckiej, tak zwani akincilar) dotarły w końcu w okolice Wiednia. Siły te miały za zadanie paraliżowanie oporu miejscowej ludności cywilnej.
Dnia 23 września pod stolicę podeszły główne siły Turków, które do dnia 27 września całkowicie otoczyły miasto. Armia Osmanów liczyła ponad 200 tysięcy ludzi, większą część z nich jednak stanowiła czeladź zajmująca się taborem. Najwartościowsza część armii liczyła około 80 tysięcy tureckich i 6 tysięcy węgierskich żołnierzy Jana Zapolyi. Oprócz licznej jazdy anatolijskiej (spahisi), znajdowało się w niej około 20 tysięcy janczarów, 18 tysięcy Serbów i Mołdawian. Fatalny stan dróg uniemożliwił Turkom transport ciężkich armat w okolice Wiednia. Na miejscu dysponowali oni zaledwie 300 lekkimi działami. Dużą rolę spełniały wielbłądy, których około 22 tysięcy wykorzystywano podczas marszu na austriacką stolicę Habsburgów.
Miasta bronił garnizon wojskowy, milicja miejska i setki niemieckich oraz hiszpańskich żołnierzy. Łącznie obrońcy dysponowali siłami 22 tysięcy piechoty i 2 tysiącami jazdy. Piechota (landsknechci) uzbrojona była w piki i arkebuzy. Żołnierze ci stosowali taktykę walk sprawdzoną podczas wojen włoskich. Przewaga oblegających była jednak widoczna, a wartość obronna XIII-wiecznych murów miejskich – niewielka. W tej sytuacji Ferdynand I zwrócił się o pomoc do Świętego Cesarstwa Rzymskiego, a także do swojego brata Karola V, który jednak zaangażowany był w walki z Francuzami we Włoszech.
Obroną Wiednia dowodzili Niklas von Salm i Wilhelm von Roggendorf. Hrabia Salm nakazał wzmocnienie murów miejskich umocnieniami ziemnymi, po czym ustanowił pozycje dla 72 dział obronnych. Wszystkie budynki znajdujące się poza murami miejskimi zostały rozebrane na rozkaz hrabiego. Miało to zapewnić wolne pole ostrzału obrońcom i uniemożliwić atakującym znalezienie schronienia. Następnie Salm zarządził ewakuację tysięcy kobiet i dzieci, które później podczas odwrotu wpadły w ręce Osmanów. Większość z nich sprzedana została w niewolę lub zmarła zamęczona na śmierć. Dnia 27 września Sulejman wysłał do miasta delegację, która zażądała od obrońców miasta kapitulacji, gwarantując bezpieczeństwo garnizonowi miasta i ludności cywilnej. W oczekiwaniu na poddanie miasta Turcy rozpoczęli szturm miasta, który zakończył się niepowodzeniem. Rozpoczęły się walki o Wiedeń.

### Walka w ciemnościach
Artyleria Osmanów rozpoczęła ostrzał, który okazał się nieskuteczny. Brak ciężkich dział był tu szczególnie dotkliwy. Następnie pod osłoną dział Turcy przystąpili do minowania przedmurza. Minerzy skoncentrowali swoje wysiłki na południowej bramie miasta. Po tym jak jeden z chrześcijańskich żołnierzy zbiegł z szeregów tureckich i przekazał obrońcom Wiednia plany tureckie, hrabia Salm zarządził wysłanie kontroddziału minerskiego. Ten po pewnym czasie natknął się pod ziemią na Turków. Wybuchły wówczas brutalne walki, w trakcie których nie używano broni palnej, gdyż minerzy obu stron obładowani byli prochem strzelniczym. W wyniku tych walk lepsi okazali się lepiej opancerzeni obrońcy miasta. Nie byli oni jednak w stanie zapobiec wybuchowi wszystkich min, które spowodowały liczne wyłomy w murach. W miejscach tych od razu doszło do gwałtownych walk. Obrońcy w miejscach wyłomów budowali palisady ziemne, kopali głębokie rowy i tworzyli formacje składające się z pikinierów i arkebuzerów, którzy odpierali ataki janczarów.

### Szturm Osmanów
Dnia 12 października Turcy dokonali w murach olbrzymiego wyłomu (tak zwany Wyłom Sulejmana), po czym nastąpił wielki atak na miasto. Jednak i tym razem Turkom nie udało się wedrzeć do Wiednia. Straty tureckie podczas tego ataku wyniosły 1200 janczarów. Późnym wieczorem Sulejman zwołał radę wojenną. Sytuacja zaopatrzeniowa nie wyglądała najlepiej, a posiłki utknęły gdzieś po drodze. Poza tym nadchodziła zima, co wykluczało dalsze oblężenie. Po raz pierwszy w historii państwa Osmanów janczarzy uzależnili dalszą służbę od wypłaty zaległego żołdu. Mimo to jeszcze 14 października Osmanom udało się wysadzić mury w południowej części miasta. Obrońcy ponownie ustawili w tym miejscu pikinierów, którzy krwawo odparli janczarów.

### Odwrót
Po nieudanym ataku janczarzy, wbrew woli dowódców, przerwali walki. Następnie wycofali się do obozu tureckiego. W nocy z 14 na 15 października nastąpił odwrót armii tureckiej. Osmanowie na miejscu pozostawili wszystko to, czego nie mogli zabrać. Na skutek wielkiego nieporządku podczas odwrotu, wielu jeńcom udało się uciec do miasta. Po rozebraniu obozu, gdy Turcy rozpoczynali odwrót, rankiem dnia 15 października zaczął padać śnieg. Osmanowie wycofali się do Belgradu, skąd zamierzali przeprowadzić nowy atak na Węgry. Tym razem oblegli miasto Szigetvár, które udało im się zdobyć.

## Wynik
Turcy stracili pod Wiedniem prawie 20 tysięcy ludzi, wśród których znaczną liczbę stanowili janczarzy i spahisi. Straty obrońców miasta były zdecydowanie niższe, na skutek ran i chorób zmarło jednakże kilka tysięcy ludzi. Następstwa walk okazały się tragiczne dla okolicy miasta, która została spustoszona i wyludniona.